# Лія Атлетік
ФК «Лія Атлетік» (мальт. Lija Athletic Football Club) — мальтійський футбольний клуб з міста Лія, заснований у 1949 році. Виступає у Прем'єр-лізі. Домашні матчі приймає на стадіоні «Лія», потужністю 500 глядачів.